# Kościoły neocharyzmatyczne
Kościoły neocharyzmatyczne – ruch wyznaniowy w protestantyzmie, powstały w latach 80. XX wieku, będący odłamem bądź częścią pentekostalizmu, a konkretniej częścią ruchu charyzmatycznego. Kościoły neocharyzmatyczne są klasyfikowane jako trzecia fala północnoamerykanskiego pentekostalizmu. 
Poza wiarą w chrzest w Duchu Świętym i praktykowaniem charyzmatów neocharyzmatycy uważają, że pięć darów służby: apostołów, proroków, ewangelistów, pasterzy i nauczycieli (wymienione w Ef 4,11) nie zanikło w starożytności, lecz sprawują je wybrani chrześcijanie także w dzisiejszych czasach (w ruchu występują jednak znaczące różnice opinii co do pozycji i zadań ww. służb, zwłaszcza służb apostoła i proroka; propagatorzy Ruchu Wiary uważają np. iż apostoł nie jest z zasady zwierzchnikiem lokalnych pastorów, w przeciwieństwie do niektórych (neo)charyzmatyków uważających apostoła za „pastora pastorów”).
Powszechnie w tym znaczeniu występują raczej terminy „charyzmatyczne” i „neo-zielonoświątkowe”, przy czym sam ruch charyzmatyczny rozpoczął się – częściowo je opuszczając, częściowo w nich pozostając – wewnątrz Kościołów istniejących od setek lat (katolicki, episkopalny, baptyści).

## W Polsce
Neo-zielonoświątkowcy są obecni także w Polsce. To między innymi ich zbory zrzeszone są w Kościele Chrześcijan Wiary Ewangelicznej w RP, czego przykładem jest Zbór Kościoła Chrześcijan Wiary Ewangelicznej „Spichlerz” w Warszawie. 

### Lista wspólnot neocharyzmatycznych w Polsce[1]
- Kościół Chrześcijański w Warszawie
- Kościół Chwały
- Centrum Chrześcijańskie „Kaanan”
- Kościół Chrześcijański „Wieczernik”
- Kościół Chrześcijański „Jezus Żyje”
- Centrum Biblijne „Jezus jest Panem”
- Chrześcijańskie Centrum „Nowa Fala”
- Kościół Chrześcijański „Miejsce Odnowienia”
- Kościół Ewangeliczny „Misja Łaski”
- Misja „Centrum Służby Życia”
- Zbór w Wodzisławiu Śląskim
- Kościół Chrześcijański „Arka” w Poznaniu
- Kościół Jezusa Chrystusa „Syjon” w Rzeszowie
- Wrocław dla Jezusa
- Chrześcijański Kościół „Dobra Nowina”